# New Delhi Challenger 1999
Il New Delhi Challenger 1999 è stato un torneo di tennis facente parte della categoria ATP Challenger Series nell'ambito dell'ATP Challenger Series 1999. Il torneo si è giocato a Nuova Delhi in India dal 12 al 17 aprile 1999 su campi in cemento.

## Vincitori

### Singolare
Leander Paes ha battuto in finale  Mahesh Bhupathi con il punteggio di 7–5, 6–4.

### Doppio
Noam Behr /  Eyal Ran hanno battuto in finale  Barry Cowan /  Wesley Whitehouse con il punteggio di 6–3, 4–6, 6–4.